# Epidendrum longipetalum
Epidendrum longipetalum är en orkidéart som beskrevs av Achille Richard och Henri Guillaume Galeotti. Epidendrum longipetalum ingår i släktet Epidendrum och familjen orkidéer. Inga underarter finns listade i Catalogue of Life.